# Crossed Swords II
Crossed Swords II est un jeu vidéo d'action en vue subjective développé par ADK et édité par SNK en 1995 sur Neo-Geo CD (NGM 054),. Le jeu a été développé au départ sur Neo-Geo MVS dans une version prototype, mais il n'est sorti que sur la Neo-Geo CD.

## Série
1. Crossed Swords (1991)
2. Crossed Swords II (1995)